# مطار أحمد شاه بابا الدولي
مطار أحمد شاه بابا الدولي يُشار إليه أيضًا بمطار قندهار الدولي (بالبشتوية: د کندهار نړيوال هوايي ډګر)‏(إياتا: KDH، إيكاو: OAKN) هو مطار يبعد 10 ميلا (16 كيلومترا) جنوب شرقي من مدينة قندهار في أفغانستان وهو ثاني مطار دولي رئيسي في أفغانستان ويعتبر أكبر القواعد العسكرية ويمكن للمطار تخزين مائتي طائرة حربية.

## شركات الطيران
اعتبارًا من أبريل 2023 تخدم شركات الطيران التالية مطار قندهار الدولي:
| شركـات طيـران                  | الوجهات          |
| ------------------------------ | ---------------- |
| الخطوط الجوية الأفغانية آريانا | مطار كابل الدولي |
| كام إير                        | مطار كابل الدولي |
| كيش اير                        | مطار مشهد الدولي |
| ماهان إير                      | مطار مشهد الدولي |